# 巴特爾-馬拉湖
47°33′40″N 44°43′51″E / 47.56111°N 44.73083°E
巴特爾-馬拉湖（俄语：Батыр-Мала），是俄羅斯的湖泊，位於該國西南部，由卡爾梅克共和國負責管轄，長9.5公里、寬2.5公里，面積21.9平方公里，海拔高度3米，集水區面積769平方公里。